# Ecology and Evolution
Ecology and Evolution est une revue scientifique bi-hebdomadaire en libre accès couvrant tous les domaines de l'écologie, de l'évolution et de la conservation des espèces. Les rédacteurs en chef de cette revue sont Allen Moore, Andrew Beckerman, Jenn Firn, Chris Foote et Gareth Jenkins.

## Résumé et indexation
Selon le Journal Citation Reports, la revue a un facteur d'impact de 3,167 en 2021. La revue est indexée dans Web of Science : Science Citation Index Expanded, BIOSIS Previews, Biological Abstracts et Scopus.